# 122 mm haubica D-30
122 mm D-30 sovjetska je tegljena haubica razvijena tijekom 1960-ih kako bi zamijenila 122 mm M-30. Može se lako raspoznati po svome tronožnom postolju koje joj omogućuje brzo okretanje za 360°.
Relativno mala masa, mogućnost brzog premještanja na položaju, brzo otvaranje paljbe i velika pouzdanost pri bojnom djelovanju haubicu 122mm D-30 svrstava u red suvremenog oružja. Namijenjena je za neutralizaciju i uništenje žive sile neprijatelja, kao i za uništenje pomagala pješaštva i lakih fortfikacijskih objekata. Može se rabiti za vođenje borbe s neprijateljskim topništvom i oklopnomehaniziranim postrojbama, a uz uporabu odgovarajućeg streljiva i za zadimljavanje i osvjetljivanje područja.

## Korisnici
Danas se nalazi u sastavu više od 50 oružanih snaga svijeta.
| - Alžir - Angola - Armenija - Australija - Azerbajdžan - Bangladeš - Benin - Bjelorusija - Bosna i Hercegovina - Crna Gora - Egipat - Estonija - Etiopija - Finska - Gruzija - Hrvatska - Irak - Iran | - Jemen - Kambodža - Kazahstan - NR Kina - Kirgistan - DR Kongo - Kuba - Laos - Libanon - Libija - Madagaskar - Sjeverna Makedonija - Mali - Maroko - Mauretanija - Mjanmar - Mongolija - Mozambik | - Nikaragva - Pakistan - Peru - Rusija - Sirija - Sjeverna Koreja - Slovačka - Srbija - Sudan - Tadžikistan - Ukrajina - Uzbekistan - Vijetnam - Zambija - Zapadna Sahara |

## Inačice
- 2A18 ili D-30 - osnovni model
  - 2A18M ili D-30M - nova dvokomorna plinska kočnica na cijevi, kvadratna ploča ispod haubice za podizanje, fiksirana kuka za vuču
  - 2A18M-1 ili D-30M-1 - prototip s poluautomatskim punjačem
  - D-30A - modificiran povratni mehanizan, nova plinska kočnica
  - 2S1 ili Gvozdika - samohodna inačica
- Type 85 ili D-30-2 - kineska inačica samohotke
  - D-30-3 - kineska nadogradnja topa Type 59 ali kalibra 122 mm
  - Type 86, Type 83, Type 96 - kineska licenčna proizvodnja ili izvedenice D-30
- D-30 RH M-94 - hrvatska inačica D30J, s novom plinskom kočnicom, redizajniranim postoljem, poboljšanom hidrauličnom kočnicom te novom nišanskom spravom
- D 30-M - egipatska inačica
  - SP 122 - samohodna inačica, na postolju tenka T34
- Saddam - iračka inačica
- Shafie D-30I ili HM-40 - iranska inačica
- D-30J - jugoslavenska inačica, prozvođena u tvornici "Bratstvo" Novi Travnik
  - D-30JA1 - poboljšana srpska inačica
  - M-91 "Mona" - jugoslavenska inačica
- Khalifa - sudanska inačica